# Tjaša Misja
Tjaša Misja (* 17. Februar 1995) ist eine slowenische Fußballschiedsrichterin und ehemalige Fußballspielerin auf der Position einer Abwehrspielerin. Seit 2023 wird sie als FIFA-Schiedsrichterin geführt.

## Karriere als Fußballspielerin
Tjaša Misja wurde am 17. Februar 1995 geboren, stammt aus Gornja Radgona und begann ihre Vereinskarriere als Fußballspielerin im Nachwuchs des 1999 gegründeten ŽNK Pomurje Beltinci. Laut ihrem Eintrag auf der offiziellen Webpräsenz des slowenischen Fußballverbandes war sie spätestens seit 1. Februar 2007 eine angemeldete Spielerin des Vereins. Laut eigener Aussage ist sie bereits seit ihrer frühesten Kindheit fußballbegeistert. In weiterer Folge durchlief sie dort sämtliche Nachwuchsspielklassen und wurde spätestens ab der Saison 2010/11 erstmals in der Slovenska Ženska Nogometna Liga (1. ŽNL), der höchsten Liga im slowenischen Frauenfußball, eingesetzt. Dabei debütierte sie am 29. August 2010 im ersten Saisonspiel ihrer Mannschaft, als die damals 15-Jährige bei einer 2:5-Auswärtsniederlage gegen ŽNK Slovenj Gradec von ihrem Trainer Grega Zver in der 65. Spielminute für Jasmina Zelko eingewechselt wurde. Im Laufe der Saison 2010/11 kam die junge Abwehrspielerin in sieben Ligaspielen zum Einsatz und beendete die Spielzeit auf dem vierten Platz im Endklassement. Des Weiteren nahm sie mit der Mannschaft am slowenischen Fußballpokal teil, schied mit dem Team jedoch bereits in Runde 2 knapp mit 1:2 gegen den ŽNK Krka aus. Hinzu kamen auch noch zwölf Meisterschaftseinsätze für die U-17-Auswahl des Klubs, mit der sie in der Endtabelle ebenfalls auf dem vierten Platz rangierte.
Auch in der darauffolgenden Spielzeit gehörte sie dem Verein aus Beltinci an und war für diesen nicht nur in zwölf Spielen der Damenmannschaft im Einsatz, sondern erzielte auch einen Treffer bei elf Einsätzen für die U-17-Mannschaft des Klubs. Mit der Frauenmannschaft wurde sie in dieser Saison überlegen Meister – ein Erfolg, der ihr in dieser Spielzeit auch mit der U-17-Mannschaft gelang. Im Pokal brachte es Misja in dieser Saison auch zu zwei Kurzeinsätzen; darunter im Finale gegen den ŽNK Rudar Škale, das vom ŽNK Pomurje Beltinci klar mit 4:0 gewonnen wurde. In der Saison 2012/13 fand sie kaum Berücksichtigung bei der Erstligamannschaft und verbrachte den Großteil der Saison beim U-17-Team. Von ihrem Trainer Bojan Jančar wurde sie in lediglich drei Meisterschaftspartien als Ersatzspielerin eingesetzt, konnte mit dem Team am Ende jedoch abermals den Meistertitel in der 1. ŽNL feiern. Ebenso wurde sie 2012/13 Meister mit den Juniorinnen in der Liga Deklet U-17, in der sie bei 15 Einsätzen zu zwei Treffern kam. Wie bereits in der vorangegangenen Spielzeit gewann sie mit der Frauenmannschaft auch 2012/13 den slowenischen Fußballpokal der Frauen und wurde im Laufe des Turniers drei Mal eingesetzt. Nachdem sie die Altersgrenze erreicht hatte, wurde Misja ab der Saison 2013/14 ausschließlich in der Erstligamannschaft eingesetzt, für die jedoch ausschließlich als Einwechselspielerin zu Kurzeinsätzen kam. So kam sie in acht Liga- und zwei Pokalspielen zum Einsatz und konnte mit dem Team zum wiederholten Male sowohl die Meisterschaft als auch den Fußballpokal gewinnen.
Am Ende der Saison beendete die Abwehrspielerin, die ihre Schullaufbahn abgeschlossen und mittlerweile ein Studium der Wirtschaftswissenschaften begonnen hatte, im Alter von 19 Jahren ihre Karriere als Fußballspielerin auf höchster Landesebene. Danach wechselte sie ins nahegelegene Hof bei Straden nach Österreich, wo sie beim dortigen UDFC Hof bei Straden mit Spielbetrieb in der drittklassigen Steirischen Frauenlandesliga zum Einsatz kam. 2014/15 absolvierte sie 20 von 22 möglich gewesenen Ligapartien, erzielte dabei einen Treffer und wurde mit dem Team am Saisonende mit fünf Punkten Vorsprung auf die Wildcats Krottendorf Meister der Landesliga. In der nachfolgenden Relegation um den Aufstieg in die Ost/Süd-Staffel der 2. Frauenliga fungierte die Slowenin abermals als Stammspielerin und stieg mit der Mannschaft, nach einem 3:0-Sieg im Hinspiel und einer 1:4-Niederlage im Rückspiel, aufgrund der Auswärtstorregel knapp in die nächsthöhere Spielklasse auf. Außerdem gewann sie mit der Mannschaft in dieser Spielzeit auch noch den steirischen Fußballpokal der Frauen, in dem sie selbst in vier der fünf Spiele ihrer Mannschaft am Rasen war. Nach dem Aufstieg in die 2. Frauenliga Österreichs absolvierte sie in dieser 15 Meisterschaftsspiele und erzielte dabei drei Tore, die sie allesamt im November 2015 bei einem 9:3-Auswärtssieg über die Frauen des SC Wiener Neustadt erzielte. Als Elfplatzierter schlitterte der UDFC Hof/Straden nur knapp an einem Abstieg zurück in die Landesliga vorbei. Der SC Wiener Neustadt war mit 22 Niederlagen aus ebenso vielen Spielen und einem Torverhältnis von 8:203 deutlich Letzter. In der Saison 2016/17 kam Misja bis zur Winterpause noch in sieben Meisterschaftsspielen ihrer Mannschaft zum Einsatz, erzielte dabei ein Tor und war auch beim frühen Ausscheiden des Teams nach einer 0:11-Pleite gegen den SK Sturm Graz im Österreichischer Frauen-Fußballcup 2016/17 beteiligt. Nachdem sie noch zwei Tage nach ihrem 22. Geburtstag bei einem Freundschaftsspiel gegen die Wildcats Krottendorf über 90 Minuten durchgespielt hatte, beendete sie ihre Fußballkarriere, um sich gänzlich ihrem Studium sowie dem Schiedsrichterwesen zu widmen.
Neben ihrer Zeit als Vereinsspielerin war sie im Laufe der Jahre auch in den slowenischen U-15-, U-17- und U-19-Nationalmannschaften eingesetzt worden. Parallel zu ihrem Studium begann sie bereits im Alter von 19 Jahren eine kurze Laufbahn als Fußballtrainerin, schloss die Trainerlizenz als Kindertrainerin ab und trainierte einige Zeit die U-7-, U-8- und U-9-Mannschaften ihres Vereins. Laut eigener Aussage spielte sie noch, bis sie 21 Jahre alt war, aktiv Fußball, hängte danach offiziell ihre Fußballschuhe an den Nagel, nachdem sie das Schiedsrichterwesen für sich entdeckt hatte.

### Erfolge
mit dem ŽNK Pomurje Beltinci
- Meister der U-17-Liga: 2011/12, 2012/13
- Meister der Slovenska Ženska Nogometna Liga: 2011/12, 2012/13 und 2013/14
- Sieger des Slowenischen Fußballpokals der Frauen: 2011/12, 2012/13 und 2013/14

mit dem UDFC Hof bei Straden
- Meister der Steirischen Frauenlandesliga: 2014/15
- Sieger des Steirer Cup Frauen: 2014/15

## Karriere als Fußballschiedsrichterin
Sie ist Mitglied der MDNS Murska Sobota, dem Interkommunalen Fußballverband Murska Sobota. Sie fing auf unterster Ebene als Schiedsrichterin an und arbeitete sich im Laufe der Jahre immer weiter hoch. Als sie Ende des Jahres 2022 für das nachfolgende Kalenderjahr in der FIFA-Schiedsrichterliste aufgenommen worden war, hatte sie bis dahin unter der Schirmherrschaft der NZS bereits zahlreiche Spiele auf regionaler aber auch höchster Landesebene geleitet und war zuletzt vorrangig als Schiedsrichterin bei Spielen der 1. Slovenska Kadetska Liga, der slowenischen U-17-Liga, und der Slovenska Ženska Nogometna Liga, der höchsten Frauenfußballliga des Landes, im Einsatz gewesen. Außerdem leitete sie zu dieser Zeit auch Spiele der Pomurske Nogometne Lige innerhalb des MNZ Murska Sobota. Bereits in den Jahren davor war sie unter der Schirmherrschaft der UEFA bei internationalen Spielen zum Einsatz gekommen; darunter etwa als Vierte Offizielle bei den Spielen der Gruppe 3 der Qualifikation zur UEFA Women’s Champions League 2019/20 in der Prekmurje. 2022 saß sie im selber Funktion als bei internationalen U-17- und U-19-Mädchenturnieren in Čatež als Vierte Offizielle auf der Delegiertenbank. Dabei stand sie beim 3:0-Sieg des Hibernian Edinburgh LFC über den FC Nike Tiflis in Beltinci erstmals in ihrer Karriere als Vierte Offizielle am Spielfeldrand.
Nach Staša Špur, die 2016 als FIFA-Schiedsrichterassistentin den Sprung auf die FIFA-Schiedsrichterliste geschafft hatte, ist Tjaša Misja die zweite internationale Schiedsrichterin des Medobčinska nogometna zveza Murska Sobota (MDNS Murska Sobota) und zugleich die erste Chefschiedsrichterin, die es aus dem interkommunalen Verband auf die FIFA-Liste geschafft hatte.
Als eine Mentorin auf ihrem Weg zur professionellen Schiedsrichterin nennt Misja unter anderem die einstige italienische Schiedsrichterin Silvia Tea Spinelli, die mittlerweile auf Funktionärsebene bzw. als Ausbildnerin tätig ist. Als Schiedsrichterin nahm Misja unter anderem am Program talenti in mentorji (dt.: Talent- und Mentoringprogramm), einem von der UEFA geförderten und finanzierten Programm, bei dem der Verband der Fußballschiedsrichter Sloweniens einer der ersten Verbände war, der dieses Programm in seinem Ausbildungssystem implementierte, teil.